# Itália nos Jogos Olímpicos de Inverno de 1924
A Itália competiu nos Jogos Olímpicos de Inverno de 1924, realizados em Chamonix, França.